# Ken Barlow
Kenneth Barlow, detto Ken (Indianapolis, 20 settembre 1964), è un ex cestista statunitense, professionista in Italia, Israele e Grecia.
È il padre di Kelsey, anche lui cestista.

## Carriera
Venne selezionato dai Los Angeles Lakers al primo giro del Draft NBA 1986 (23ª scelta assoluta).

## Palmarès

### Squadra
- Campionato italiano: 1

Olimpia Milano: 1986-87
- Coppa Italia: 1

Olimpia Milano: 1986-87
- Coppa dei Campioni: 1

Olimpia Milano: 1986-87
- Campionato israeliano: 3

Maccabi Tel Aviv: 1987-88, 1988-89, 1989-90
- Coppa di Israele: 2

Maccabi Tel Aviv: 1988-89, 1989-90
- Coppa delle Coppe: 1

PAOK Salonicco: 1990-91
- Campionato greco: 1

PAOK Salonicco: 1991-92

### Individuale
- McDonald's All-American Game (1982)